# Signilskär
Signilskär is een van de meest westelijk gelegen eilanden behorende tot de archipel van Åland, in de Botnische Golf. Het eiland behoort, samen met de kleinere omliggende eilanden Katajaluoto, Hamnskär en Noord- en Zuid-Västerskär tot de gemeente Hammarland. Op Märket na zijn ze de meest westelijke stukken grondgebied van Finland.

## Geschiedenis
Signilskär wordt het eerst beschreven in een geschrift uit 1538 als 'Sancte Signilskär'. Er is geen sluitende verklaring van de naam, maar verschillende overleveringen vertellen dat het eiland werd gebruikt als toevluchtsoord door onder andere Ierse en Engelse prinsessen. Zo zou er ook een godvruchtig man genaamd Signil op het eiland hebben geleefd.
De geografische ligging tussen Finland en Zweden heeft altijd een belangrijke rol gespeeld. Op Signilskär bevinden zich de resten van een middeleeuwse kapel. Bij opgravingen werden hier munten gevonden uit de 12e eeuw. In 1948 is deze kapel gerestaureerd.
In 1545 deed Gustav Vasa een oproep aan bewoners van Eckerö om zich er te vestigen om een veilige haven en onderdak aan schippers te bieden. Vanaf dat moment is het eiland waarschijnlijk tot 1935 permanent bewoond geweest, met uitzonderingen van twee oorlogen in de 18e eeuw onder Russische bezetting. De inwoners leefden voornamelijk van de zeehondenjacht, de visserij en van het opvangen van de gasten. Verder waren ze vrijgesteld van belastingen en militaire dienstplicht.

### Postroute
Signilskär kreeg een belangrijke functie toen in 1638 een postroute werd ingesteld tussen Zweden en Finland, dat op dat moment tot het Zweedse koninkrijk behoorde. Bemanningen van postboten die op de gevaarlijke overtocht tussen Zweden en Åland in zwaar weer terechtkwamen, schuilden op Signilskär in afwachting van beter weer.

### Optische telegraaf
In 1796 werd op het eiland een dertig meter hoge optische telegraaf gebouwd, waarmee Åland verbonden werd met het Zweedse telegraafnetwerk. De belangrijkste functie was het snel kunnen melden van oorlogsdreiging uit het oosten (met name Rusland). Om die reden werd deze installatie op 16 maart 1809 door Russische soldaten vernietigd tijdens de Finse Oorlog.

## Huidige situatie

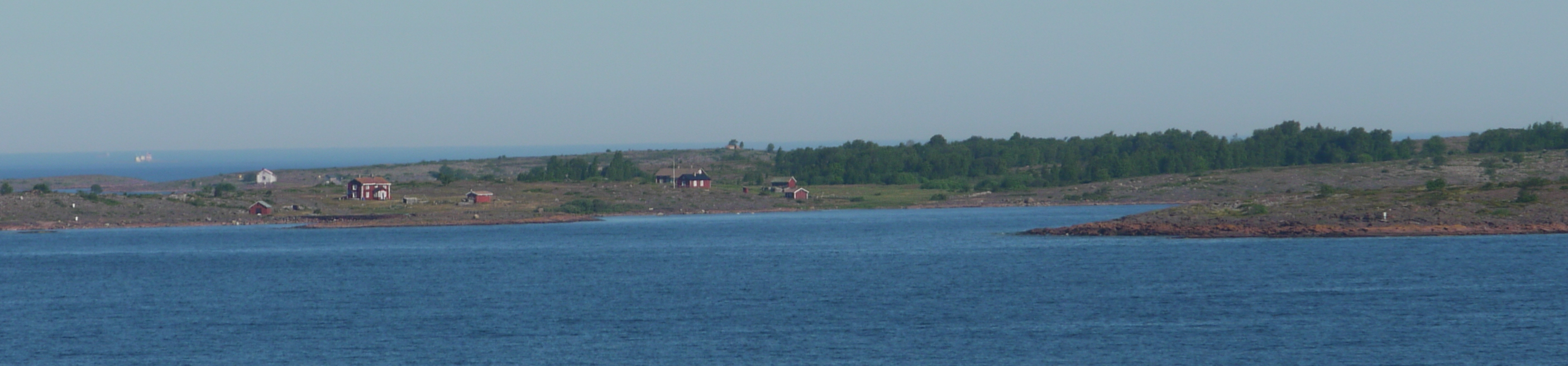
Signilskär, gezien vanaf een veerboot van Eckerö linjen.

Momenteel heeft Signilskär geen vaste bewoners. Naast de overblijfselen van de kapel zijn er nog een paar gebouwen, waaronder een vogelringstation. Verder zijn er de restanten van een oude windmolen en een ondiepe haven die werd aangelegd in 1846. Op het nabijgelegen eiland Katajaluoto bevindt zich een goed bewaard gebleven loodshuis uit 1867 met een ingebouwde, niet meer actieve, vuurtoren.

## Natuur
Signilskär en de omliggende eilanden zijn deels begroeid met loofbos, grasland en er is een moerasgebied. Op de eilanden komen enkele zeldzame planten voor, zoals de grote muggenorchis en de muurvaren. De eilanden worden druk bezocht door zeevogels, zowel om er te broeden als om er te overwinteren. Onder andere de zeearend wordt hier waargenomen. In de wateren rondom de eilanden bevindt zich een populatie van ongeveer 200 zeehonden, zowel ringelrobben als grijze zeehonden.

### Beschermde status
Het ongeveer 22.000 ha grote gebied Signilskär-Märket werd in 1994, samen met 62 andere gebieden, opgenomen op een lijst van beschermde kust- en zeegebieden rond de Oostzee. Het gebied is ook een Natura 2000-gebied en sinds 1970 staat het gebied ook op de Ramsarlijst voor de bescherming van waardevol drasland.
De eilanden grenzen aan twee drukke vaarroutes, en olievervuiling en verstoring van dieren tijdens het broedseizoen vormen daardoor een risico voor de natuur.

## Toerisme
Er zijn geen reguliere veerverbindingen naar Signilskär, maar lokale organisatoren regelen chartervaarten.